# Damernas 100 meter medley vid världsmästerskapen i kortbanesimning 2022
Damernas 100 meter medley vid världsmästerskapen i kortbanesimning 2022 avgjordes den 15 och 16 december 2022 i Melbourne Sports and Aquatic Centre i Melbourne i Australien.
Guldet togs av nederländska Marrit Steenbergen efter ett lopp på 57,53 sekunder, vilket blev ett nytt nederländskt rekord. Silvret togs av franska Béryl Gastaldello och bronset av svenska Louise Hansson.

## Rekord
Inför tävlingens start fanns följande världs- och mästerskapsrekord:
|                   | Namn           | Nation | Tid   | Ort              | Datum           |
| ----------------- | -------------- | ------ | ----- | ---------------- | --------------- |
| Världsrekord      | Katinka Hosszú | Ungern | 56,51 | Berlin, Tyskland | 7 augusti 2017  |
| Mästerskapsrekord | Katinka Hosszú | Ungern | 56,70 | Doha, Qatar      | 5 december 2014 |

## Resultat

### Försöksheat
Försöksheaten startade den 15 december klockan 12:02.
| Placering | Heat | Bana | Namn                    | Nationalitet              | Tid           | Noteringar    |
| --------- | ---- | ---- | ----------------------- | ------------------------- | ------------- | ------------- |
| 1         | 3    | 4    | Louise Hansson          | Sverige                   | 57,98         | 0Q0           |
| 2         | 2    | 4    | Marrit Steenbergen      | Nederländerna             | 58,87         | 0Q0           |
| 3         | 4    | 3    | Helena Gasson           | Nya Zeeland               | 58,92         | 0Q0           |
| 4         | 4    | 5    | Mary-Sophie Harvey      | Kanada                    | 58,93         | 0Q0           |
| 5         | 4    | 4    | Béryl Gastaldello       | Frankrike                 | 59,19         | 0Q0           |
| 5         | 2    | 5    | Costanza Cocconcelli    | Italien                   | 59,19         | 0Q0           |
| 7         | 2    | 3    | Lena Kreundl            | Österrike                 | 59,29         | 0Q0           |
| 8         | 2    | 6    | Rebecca Meder           | Sydafrika                 | 59,38         | 0Q0, 0AR0     |
| 9         | 3    | 1    | Neža Klančar            | Slovenien                 | 59,42         | 0Q0, 0NR0     |
| 10        | 3    | 3    | Yui Ohashi              | Japan                     | 59,49         | 0Q0           |
| 10        | 3    | 5    | Sydney Pickrem          | Kanada                    | 59,49         | 0Q0           |
| 12        | 4    | 6    | Emelie Fast             | Sverige                   | 59,53         | 0Q0           |
| 13        | 2    | 2    | Tamara Potocká          | Slovakien                 | 59,69         | 0Q0, 0NR0     |
| 14        | 3    | 2    | África Zamorano         | Spanien                   | 59,99         | 0Q0, 0NR0     |
| 15        | 3    | 6    | Diana Petkova           | Bulgarien                 | 1.00,08       | 0Q0           |
| 16        | 2    | 7    | Kayla Hardy             | Australien                | 1.00,16       | 0Q0           |
| 17        | 3    | 7    | McKenna DeBever         | Peru                      | 1.00,48       | 0NR0          |
| 18        | 4    | 7    | Stefanía Gómez          | Colombia                  | 1.01,27       |               |
| 19        | 2    | 1    | Maria Romanjuk          | Estland                   | 1.01,32       |               |
| 20        | 4    | 1    | Stephanie Balduccini    | Brasilien                 | 1.01,58       |               |
| 21        | 1    | 4    | Kristen Romano          | Puerto Rico               | 1.01,76       | 0NR0          |
| 22        | 4    | 8    | Chloe Isleta            | Filippinerna              | 1.02,11       |               |
| 23        | 1    | 7    | Chang Yujuan            | Hongkong                  | 1.02,64       |               |
| 24        | 1    | 1    | Jayla Pina              | Kap Verde                 | 1.05,18       |               |
| 25        | 3    | 8    | Arina Baikova           | Lettland                  | 1.05,22       |               |
| 26        | 2    | 8    | Kirsten Fisher-Marsters | Cooköarna                 | 1.07,40       |               |
| 27        | 1    | 3    | Mia Lee                 | Guam                      | 1.10,55       |               |
| 28        | 1    | 2    | Jennifer Harding-Marlin | Saint Kitts och Nevis     | 1.13,46       |               |
| 29        | 1    | 6    | Kestra Kihleng          | Mikronesiska federationen | 1.14,77       |               |
| 30        | 1    | 5    | Galyah Mikel            | Palau                     | 1.22,45       |               |
| 31        | 4    | 2    | Kristýna Horská         | Tjeckien                  | Startade inte | Startade inte |

### Semifinaler
Semifinalerna startade den 15 december klockan 20:57.
| Placering | Heat | Bana | Namn                 | Nationalitet  | Tid             | Noteringar      |
| --------- | ---- | ---- | -------------------- | ------------- | --------------- | --------------- |
| 1         | 1    | 4    | Marrit Steenbergen   | Nederländerna | 57,65           | 0Q0             |
| 2         | 2    | 4    | Louise Hansson       | Sverige       | 58,05           | 0Q0             |
| 3         | 2    | 7    | Sydney Pickrem       | Kanada        | 58,54           | 0Q0             |
| 4         | 1    | 3    | Béryl Gastaldello    | Frankrike     | 58,61           | 0Q0             |
| 5         | 1    | 6    | Rebecca Meder        | Sydafrika     | 58,98           | 0Q0, 0AR0       |
| 6         | 2    | 6    | Lena Kreundl         | Österrike     | 59,04           | 0Q0, 0NR0       |
| 7         | 1    | 5    | Mary-Sophie Harvey   | Kanada        | 59,13           | 0Q0             |
| 8         | 2    | 5    | Helena Gasson        | Nya Zeeland   | 59,15           | 0Q0             |
| 9         | 2    | 2    | Neža Klančar         | Slovenien     | 59,27           | 0NR0            |
| 10        | 2    | 3    | Costanza Cocconcelli | Italien       | 59,34           |                 |
| 11        | 1    | 2    | Yui Ohashi           | Japan         | 59,45           |                 |
| 11        | 2    | 8    | Diana Petkova        | Bulgarien     | 59,45           |                 |
| 13        | 2    | 1    | Tamara Potocká       | Slovakien     | 59,55           | 0NR0            |
| 14        | 1    | 7    | Emelie Fast          | Sverige       | 59,61           |                 |
| 15        | 1    | 8    | Kayla Hardy          | Australien    | 59,75           |                 |
| 16        | 1    | 1    | África Zamorano      | Spanien       | Diskvalificerad | Diskvalificerad |

### Final
Finalen startade den 16 december klockan 20:56.
| Placering | Bana | Namn               | Nationalitet  | Tid   | Noteringar |
| --------- | ---- | ------------------ | ------------- | ----- | ---------- |
| 1         | 4    | Marrit Steenbergen | Nederländerna | 57,53 | 0NR0       |
| 2         | 6    | Béryl Gastaldello  | Frankrike     | 57,63 |            |
| 3         | 5    | Louise Hansson     | Sverige       | 57,68 |            |
| 4         | 3    | Sydney Pickrem     | Kanada        | 58,26 |            |
| 5         | 8    | Helena Gasson      | Nya Zeeland   | 58,40 | 0NR0       |
| 6         | 2    | Rebecca Meder      | Sydafrika     | 58,46 | 0AR0       |
| 7         | 7    | Lena Kreundl       | Österrike     | 58,79 | 0NR0       |
| 8         | 1    | Mary-Sophie Harvey | Kanada        | 59,11 |            |